# Jean De la Hoese

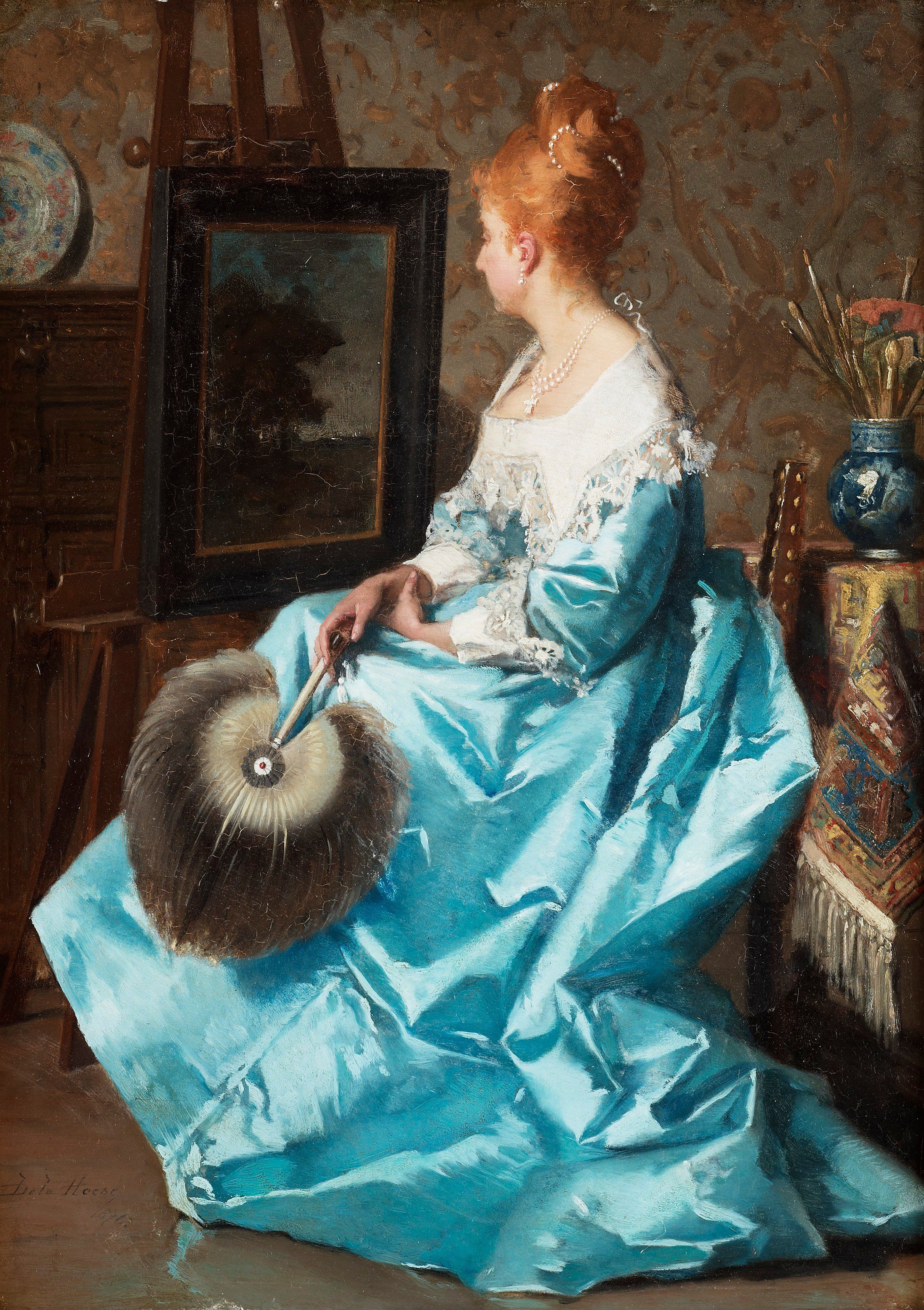
Frau im blauen Kleid vor einer Staffelei

Jean De la Hoese (* 28. Februar 1846 in Molenbeek-Saint-Jean/Sint-Jans-Molenbeek; † 1917 in Saint-Josse-ten-Noode/Sint-Joost-ten-Node) war ein belgischer Porträtmaler.
Jean De la Hoese, als Sohn eines Kartografen geboren, begann seine künstlerische Ausbildung einige Monate lang im Jahr 1859 bei Auguste De Keyser und setzte sie dann von 1859 bis 1870 an der Académie royale des Beaux-Arts de Bruxelles fort. Er war auch Schüler von Jean-François Portaels.
Dem Beispiel von Jean-Baptiste Madou und später Alfred Stevens folgend, malte er hauptsächlich Porträts schöner Frauen in eleganten Kleidern.
Er wurde Mitglied der Société libre des beaux-arts. Er wandte sich stufenweise vom Akademismus ab und übernahm die Malweise alter niederländischer Meister.
Sein Erfolg als Maler der Elite brachte ihm den Auftrag für das posthume offizielle Porträt von Königin Louise-Marie, das für den Palast der Nation bestimmt war.
1900 ließ er vom Architekten Édouard Elle ein Haus in der Rue de Livourne 88 errichten und vom Maler und Dekorateur Gabriel Van Dievoet mit einem Sgraffito (Distel) dekorieren. Das Ende seines Lebens verbrachte er in Saint-Josse-ten-Noode in der Rue Potagère 66.